# Sycophilodes moniliformis
Sycophilodes moniliformis är en stekelart som beskrevs av Joseph 1961. Sycophilodes moniliformis ingår i släktet Sycophilodes och familjen fikonsteklar. Inga underarter finns listade i Catalogue of Life.